# Oribotritia paraaokii
Oribotritia paraaokii är en kvalsterart som beskrevs av Wojciech Niedbała 2000. Oribotritia paraaokii ingår i släktet Oribotritia och familjen Oribotritiidae. Inga underarter finns listade i Catalogue of Life.